# 연주 (고려)
연주(連珠)는 고려의 장군이며, 고려 개국공신(開國功臣)이다. 나주 연씨(羅州 連氏)의 시조이다.

## 생애
고려를 건국하는 데 큰 공로를 세워 고려 태조 원년(918년) 견권(堅權), 능식(能寔), 권신(權愼), 염상(廉湘), 김락(金樂), 마난(麻煖) 등과 함께 개국 이등공신에 녹훈되어 왕건에게 금은 그릇과 비단 등을 하사받았다.
936년에는 후백제(後百濟)와의 마지막 결전이었던 일리천(一利川: 현재 경상북도 구미)싸움에 원보(元甫)로서 대상(大相)김철(金鐵)·홍유(洪儒)·박수경(朴守卿), 그리고 원윤(元尹)훤량(萱良)과 함께 마군(馬軍) 1만 명을 거느리고 3군(軍)중 우군(右軍)에 소속되어 참전하였다.